# António Garrido (arbitre)
Pour les articles homonymes, voir Antonio Garrido.
António Garrido, de son nom complet António José da Silva Garrido, né le 3 décembre 1932, et mort le 10 septembre 2014, est un arbitre portugais de football. International de 1973 à 1982, il est le premier arbitre à expulser deux joueurs dans un match de la coupe du monde 1978, lors du match Argentine-Hongrie (András Törőcsik et Tibor Nyilasi).

## Carrière
Il a officié dans des compétitions majeures: 
- Coupe du monde de football de 1978 (1 match)
- Coupe des clubs champions européens 1979-1980 (finale)
- Euro 1980 (1 match)
- Coupe du monde de football de 1982 (2 matchs)

## Sources
1. ↑  (pt)